# Großjägermeister von Frankreich
Im Ancien Régime (zur Zeit des Absolutismus) war das Amt des Großjägermeisters von Frankreich (Grand Veneur de France) eines der Großämter des Haushalts des Königs von Frankreich; die damit verbundene Aufgabe waren die königlichen Jagden, vor allem die Hirschjagden, da die Jagd mit Greifvögeln und die Wolfsjagd dem grand fauconnier de France bzw. dem grand louvetier de France oblagen.
Das Amt wurde 1413 von König Karl VI. eingerichtet, gleichzeitig mit dem des Grand Fauconnier de France und des capitaine du vautrait. Der Grand Veneur war verantwortlich für eine Meute von rund 100 Jagdhunden. Zur Zeit des Königs Karl VIII. kommandierte der Großjägermeister neun Reitknechte (écuyers), neun Jäger (veneurs), zwei Gehilfen, sechs Bedienstete für die Spürhunde sowie einen für die Hunde für die Fuchsjagd. Die Bedeutung des Amtes wuchs unter den Königen Franz I. und Heinrich II., seine größte Bedeutung hatte es jedoch unter König Heinrich IV.: im Jahr 1596 unterstanden dem Großjägermeister 182 Personen: Leutnants, Unterleutnants, Edelmänner, Bedienstete für die Spürhunde, für die bei der Hetzjagd zu Pferde eingesetzten Hunde, für die normalen Hunde und nicht zu vergessen ein Arzt und ein Apotheker.
Im 16. Jahrhundert stellte das Haus Guise fünf Großjägermeister. Das Haus Rohan folgte ihnen im 17. Jahrhundert mit drei Amtsinhabern. Zu Beginn des 18. Jahrhunderts ernannte König Ludwig XIV. seinen unehelichen Sohn Louis-Alexandre de Bourbon, comte de Toulouse, der wiederum die Aufgabe an seinen Sohn Louis Jean Marie de Bourbon, duc de Penthièvre weitergab.
Ab dem 16. Jahrhundert wurde der Großjägermeister mit 1.200 Livres jährlich entlohnt, einer vergleichsweise bescheidene Summe. Hier sind allerdings „Zuwendungen“ von rund 10.000 Livres und weitere Gratifikationen hinzuzurechnen. Der Wert des Amtes lässt sich am ehesten an der Information ermessen, die von Saint-Simon stammt. Danach verkaufte der Herzog von La Rochefoucauld das Amt 1714 für 500.000 Livres.

## Die Großjägermeister

### Ancien Régime
- 1315–1355: Renaud de Giry, Chevalier, Ratgeber des Königs, Maître der Hetzjagden
- 1387–1396: Pierre "Criquet" de la Crique, Maître des Eaux et Forêts et des Garennes ès Pays de France, Grand Panetier de France
- 1395–1424: Jean I. de Berghes Saint-Winock
- 1451–1457: Guillaume Soreau († nach 1482), Seigneur de Saint-Géran[1]
- 1457–1467: Roland de Lescoet, Seigneur de Queriperez[2]
- 1467–1471: Guillaume de Nort, Seigneur de Callac en Guéméné[3]
- 1472–1488: Yvon du Fou († 1488)[4]; das Amt wurde 1481–1483 von Georges de Chateaubriant, Seigneur des Roches-Baritaud ausgeübt[5]
- 1488–1496: Louis de Rouville, Seigneur de Rouville († 1525)[6]
- 1496–1497: Louis de Brézé, Comte de Maulévrier, Seigneur d'Anet, Maréchal et Sénéchal de Normandie († 1531)[7]
- 1498–1506: Jacques de Dinteville, Seigneur de Dammartin[8]
- 1506–1525: Louis de Rouville, Seigneur de Rouville († 1525)[9]
- 1526–1550: Claude de Lorraine (1496–1550), Duc de Guise
- 1550–1563: François de Lorraine (1519–1563), Duc de Guise
- 1563–1573: Claude de Lorraine (1526–1573), Duc d'Aumale
- 1573–1594: Charles de Lorraine (1556–1631), Duc d'Aumale
- 1594–1602: Charles de Lorraine (1556–1605), Duc d'Elbeuf
- 1602–1643: Hercule de Rohan (um 1568–1654), Duc de Montbazon
- 1643–1646: Henri II. de Bourbon (1588–1646), Prince de Condé
- 1646–1654: Hercule de Rohan (um 1568–1654), Duc de Montbazon, 2. Mal
- 1654–1656: Louis VIII. de Rohan (1598–1667), Duc de Montbazon
- 1656–1669: Louis de Rohan (1635–1674), Chevalier de Rohan, Comte de Mortiercrolles
- 1669–1679: Charles Maximilien de Belleforière de Soyécourt (um 1619–1679), Marquis de Soyécourt
- 1679–1679: François VII. de La Rochefoucauld (1634–1714), Duc de La Rochefoucauld
- 1679–1714: François VIII. de La Rochefoucauld (1663–1728), Prince de Marcillac
- 1714–1737: Louis Alexandre de Bourbon (1678–1737), Comte de Toulouse
- 1737–1755: Louis Jean Marie de Bourbon (1725–1793), Duc de Penthièvre
- 1755–1768: Louis-Alexandre de Bourbon (1747–1768), Prince de Lamballe
- 1768–1791: Louis Jean Marie de Bourbon (1725–1793), Duc de Penthièvre, 2. Mal

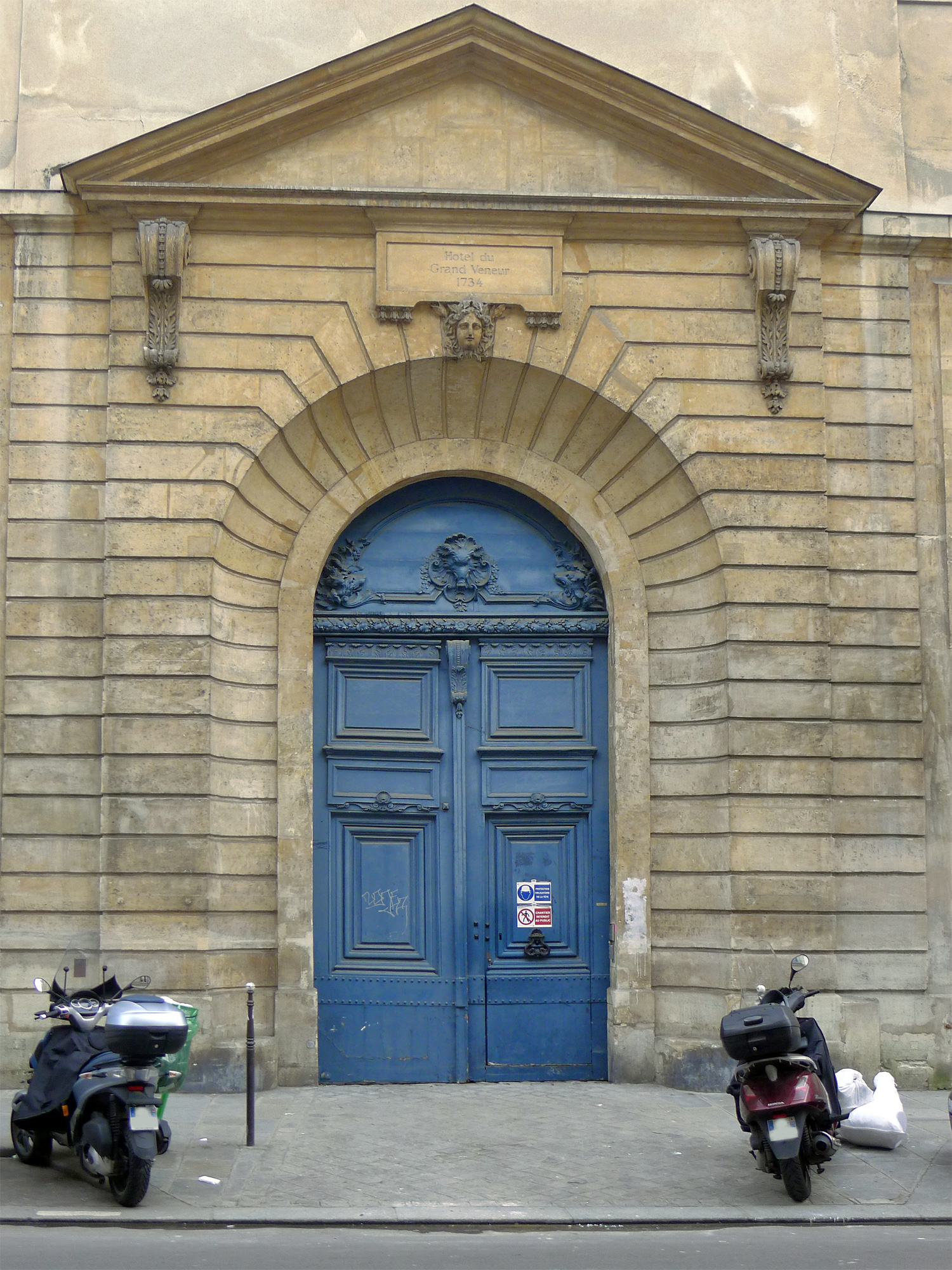
Hôtel du Grand Veneur (60, Rue de Turenne, Paris) von 1734

### Konsulat und Kaiserreich
- 1804–1814: Louis-Alexandre Berthier (1753–1815), Marschall von Frankreich, Prince de Wagram

### Restauration
- 1821–1822: Armand Emmanuel du Plessis (1766–1822), Duc de Richelieu
- 1823–1828: Jacques Alexandre Law (1768–1828), Marschall von Frankreich, Marquis de Lauriston

### Zweites Kaiserreich
- 1852–1865: Bernard-Pierre Magnan (1791–1865), Marschall von Frankreich
- 1865–1870: Edgar Ney (1812–1882), Prince de La Moskowa